# Hyptis atrorubens
Hyptis atrorubens là một loài thực vật có hoa trong họ Hoa môi. Loài này được Poit. mô tả khoa học đầu tiên năm 1806.

## Hình ảnh

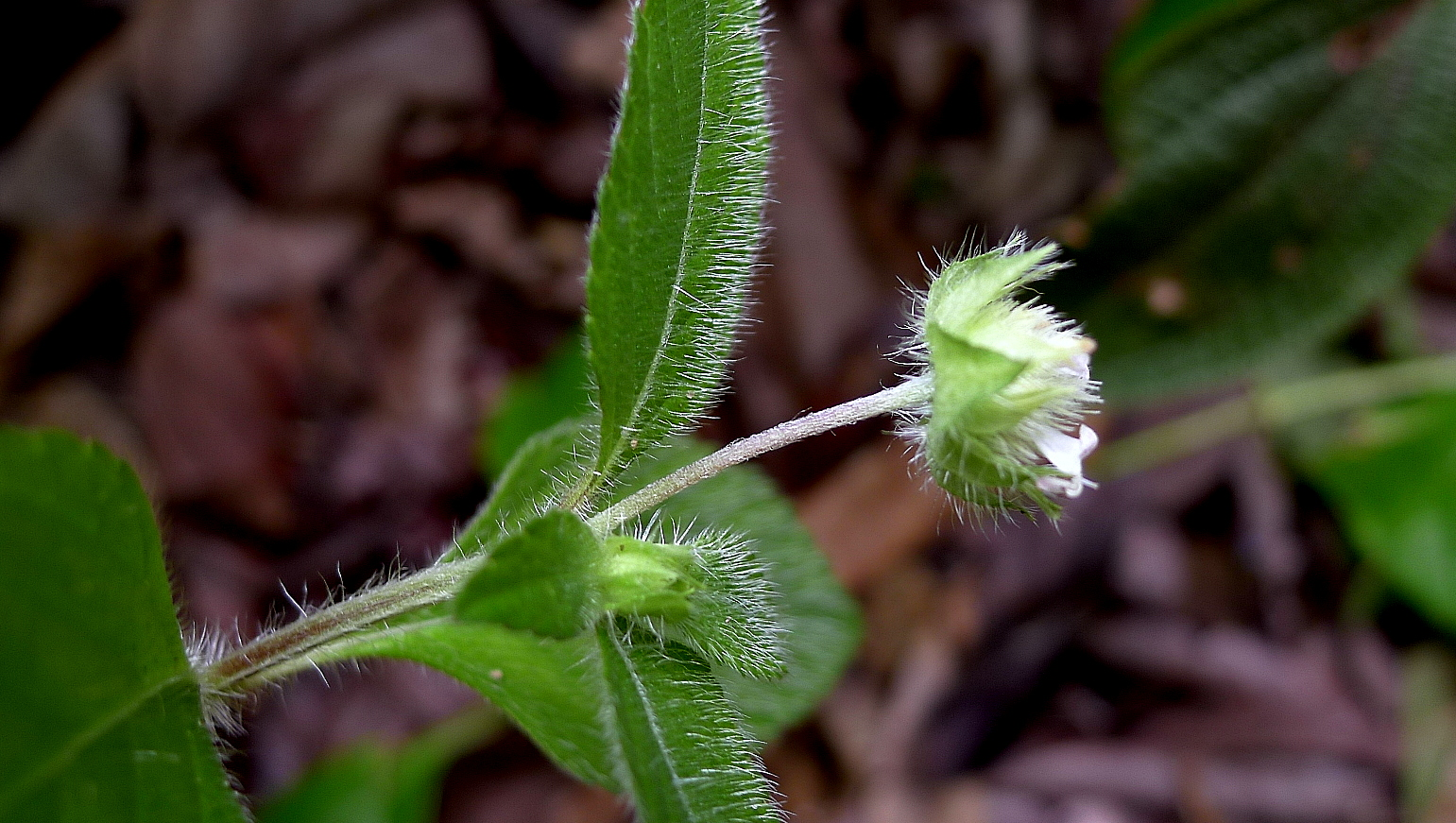
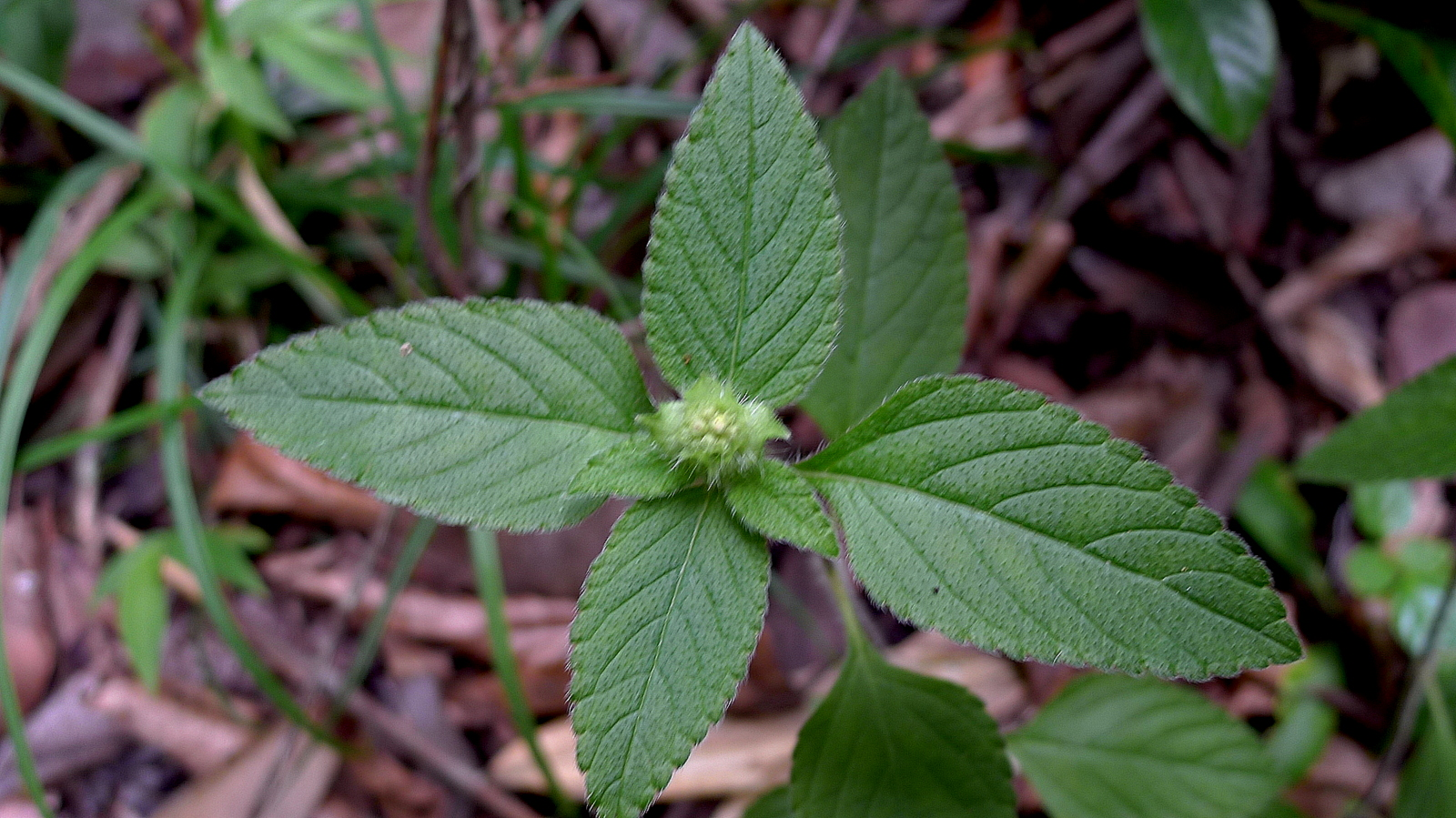